# Petrus Plancius
Petrus Plancius, rodným jménem Pieter Platevoet (1552, Dranouter (dnes Heuvelland) – 15. květen 1622, Amsterdam) byl nizozemsko-vlámský astronom, kartograf a teolog. Vytvořil řadu map a glóbusů, včetně slavné mapy z roku 1592, čímž silně ovlivnil nizozemské výpravy do Asie.
Narodil se v Západních Flandrech, na území dnešní Belgie. Vystudoval teologii v Německu a Anglii. Poté se vrátil do Belgie, kde působil jako kazatel, ale když Brusel padl do rukou Španělů (1585), odešel do Amsterdamu. Tam se začal věnovat kartografii a výrobě navigačních přístrojů, účastnil se však i teologických disputací.